# Asthme
Ne doit pas être confondu avec Asme.
 Mise en garde médicale
L'asthme [asm̥]  du grec ancien ἄσθμα / ásthma, via le latin asthma signifiant « respiration difficile », est une maladie du système respiratoire touchant les voies aériennes inférieures et notamment les bronches, définie comme étant une gêne respiratoire.

## Définition
L'asthme est défini par des épisodes récurrents de symptômes respiratoires tel le sifflement expiratoire, l'essoufflement, l'oppression thoracique, et/ou la toux, variables en intensité, et par une limitation expiratoire variable qui peut devenir persistante aux stades plus avancés de la maladie. Ils peuvent être déclenchés par de l'exercice, certains allergènes, des substances irritantes, un changement de temps, ou des infections virales. Ils sont généralement réversibles au traitement ou spontanément.
L'asthme est généralement associé à une hyperréactivité bronchique aux stimuli directs ou indirects, et à une inflammation chronique. Ces caractéristiques généralement persistent même à l'absence de symptômes ou même quand la fonction pulmonaire est normale, mais peuvent se normaliser avec le traitement.

## Physiopathologie
La maladie s'explique par quatre mécanismes caractéristiques :
- une inflammation avec œdème de l'épithélium bronchique ;
- une bronchoconstriction par bronchospasmes ;
- une hyperréactivité bronchique (chronique ou non) se manifestant par une sécrétion accrue de mucus, notamment due à un remodelage des voies respiratoires inférieures[2] ;
- un bronchospasme dû à une substance allergène, une irritation ou n'importe autre stimulus.

## Histoire
Homère, dans l'Iliade, au chant XV, « Réveil et colère de Zeus » employa pour la première fois le mot asthme (ἅσθμα / ásthma, « essoufflement, respiration pénible »), pour désigner la « suffocation atroce » dont souffrit Hector étendu dans la plaine.

« Dans la plaine, il voit Hector étendu ; autour de lui sont arrêtés les siens ; pour lui, il est la proie d'une suffocation atroce (ἅσθματι / ásthmati), il a perdu connaissance, il crache du sang : il n'a pas été touché par le dernier des Achéens! »

Le mot ἅσθμα / ásthma fut repris au sens de « souffle court » et d'« essoufflement », par Eschyle, poète d'Eleusis dans Les Perses, et par Platon dans La République. En terme médical de « respiration pénible » ou d'« asthme », il fut employé la première fois par Hippocrate dans les Aphorismes.
Le médecin et philosophe juif Moïse Maïmonide fait également mention de cette maladie au XIIe siècle.
Pour l'époque moderne, le Traité de l'asthme de John Floyer, publié en 1698 et qui se base, en partie, sur sa propre expérience, serait le premier manuel médical traitant intégralement de l'asthme.

## Phénotypes
L'asthme est une maladie hétérogène avec différents processus pathologiques. Des groupes reconnaissables de caractéristiques démographiques, cliniques et/ou physiopathologiques sont souvent appelés « phénotypes d'asthme ». Il demeure qu'aucune association forte n'a été établie entre des caractéristiques pathologiques, cliniques ou la réponse au traitement.
Il convient de préciser que le terme « asthme d'effort » ne définit pas un phénotype particulier d'asthme. On lui préfère le terme « bronchoconstriction induite par l’effort », car l'ancienne terminologie suggère à tort que l'exercice est la cause d'asthme, alors que ce n'est qu'un déclencheur entre autres de la crise asthmatique. Et ce, d'autant plus que la bronchoconstriction induite par l'effort peut être ou pas associée à un asthme.
Ici on présente les phénotypes les plus fréquents.

### L'asthme allergique
Il débute généralement pendant l'enfance et est associé un terrain atopique personnel ou familial (ex. : rhinite allergique ; eczéma, allergie alimentaire ou médicamenteuse, etc.). Ces patients ont généralement une bonne réponse aux corticostéroïdes inhalés.

### L'asthme non allergique
Aussi dit non atopique ou intrinsèque : quelques patients présentent un asthme qui n'est pas associé à une allergie, avec des tests cutanés négatifs pour les aéroallergènes et des concentrations d'IgE sériques totales et spécifiques normales. Une production locale d'IgE a pourtant été identifiée chez quelques patients de cette population. On distingue l'asthme neutrophile, éosinophile et paucigranulocytaire (avec peu de cellules inflammatoires). Les corticoïdes inhalés sont généralement moins efficaces chez cette population. Ce phénotype est généralement plus grave que l'asthme allergique.

### L'asthme à apparition à l'âge adulte
Chez quelques adultes et particulièrement chez la femme, l'asthme apparait la première fois à l'âge adulte. Chez cette population l'asthme est surtout non allergique. L'asthme professionnel est une possibilité qui doit être éliminée dans ce cas.

### L'asthme à limitation respiratoire persistante
Quelques patients avec un asthme de longue date développent une limitation respiratoire persistante ou incomplètement réversible. Ceci serait dû à un remodelage de la muqueuse bronchique.
Du fait de l'installation lente et progressive de l'inflammation, celle-ci peut passer inaperçue, notamment parce que le malade a le temps de s'habituer à la gêne respiratoire et perd progressivement la notion de « normalité » respiratoire, jusqu'à ce que la gêne devienne trop envahissante dans la vie du malade.
Il existe des facteurs de risque :
- histoire : prématurité ; faible poids à la naissance ; surpoids chez le nourrisson ; hypersécretion muqueuse chronique ;
- traitement : défaut du traitement par les corticoïdes inhalés ;
- exposition : fumée de cigarette ; produits chimiques nocifs ; exposition professionnelle ;
- investigations : volume expiratoire forcé initial bas ; éosinophilie sanguine ou aux expectorations.

### L'asthme associé à l'obésité
Chez quelques patients obèses asthmatiques, les symptômes respiratoires sont importants avec peu d'inflammation éosinophile.

### Phénotypes inflammatoires sanguins
Les phénotypes inflammatoires constituent l'une des grandes catégories des phénotypes d'asthme, construit à partir des valeurs seuils d'éosinophiles et de neutrophiles qui sont les deux cellules clés inflammatoires dans l’asthme. Chez les adultes asthmatiques en population général, les phénotypes paucigranulocytique, neutrophilique, éosinophilique et mixte représentaient respectivement 57 %, 6 %, 33 % et 4 %.

## Causes

### Causes environnementales

#### Allergènes et pollution
Au début des années 1960, on a mis en cause les allergènes comme les acariens, les graminées et autres.
L'évolution de la corrélation entre asthme et allergie n'est pas toujours symétrique : cette corrélation a été démontrée en Grande-Bretagne, mais ni en Allemagne, ni en Italie, où la fréquence des allergies a augmenté mais pas celle de l'asthme. Ce qui tend à prouver que l'asthme aurait des causes intrinsèques comme une réaction auto-immune ou une prédisposition génétique, bien qu'il n'y ait à ce jour aucune étude le prouvant formellement.
Cependant, certaines études tendent à prouver que l'asthme est aussi fortement développé dans les endroits soumis à la pollution atmosphérique.
Au début des années 1990, il fut démontré que les particules de diesel dans l'air endommageaient le cœur et les poumons et dans tous les cas créaient une forme de pollution dangereuse pour la santé.
Une étude néerlandaise précise la relation entre l'exposition aux polluants atmosphériques et l'augmentation du risque d'avoir un asthme chez les enfants.
Des études scientifiques montrent que la pollution atmosphérique est une des causes de l'asthme, notamment les COV (composés organiques volatils) et les NOx (oxydes d'azote : monoxyde et dioxyde d'azote) présents aussi bien dans l'air que dans certains produits industriels de nettoyage ou de réparation.
Par ailleurs, l'UFC Que Choisir a récemment soulevé le problème de la pollution domestique et des impacts de la pollution dans les espaces intérieurs. S'ajoutent aux NOx, à la poussière et aux COV présents dans l'air, des produits industriels polluants utilisés pour la rénovation des moquettes encollées, polluants dont l'impact pour la santé est dénoncé par les associations de consommateurs, au même titre que les peintures industrielles, les colles et les produits nettoyants comme étant directement responsables de l'asthme chez les enfants et les personnes fragiles.

#### Tabac
Stephen Holgate considère que la fumée de tabac est de loin la principale cause identifiée de l'asthme. Lui et son équipe ont prouvé que la fumée de tabac modifie les gènes de cellules pulmonaires de souris, et pourrait causer des changements génétiques dans les poumons des fœtus, les rendant ainsi vulnérables à l'asthme. La même chose pourrait être vraie pour les régimes alimentaires malsains et même pour le paracétamol (un antalgique lié à l'asthme par une étude parue dans The Lancet).
Le tabagisme aussi bien actif que passif peut être en cause.
Le tabac peut guérir un type d'asthme (Ref. Motta). On sait empiriquement que certains médecins croyaient que l'asthme était de toute façon dû à une obstruction des bronches ou poumons provoquée par des accidents et autres, mais ce n'est pas le cas ; un fait statistique évident : l'asthme chronique, c'est-à-dire la primordial, dépend du manque décrit ici, c'est-à-dire des limites de bronchodilatation mais pas constamment.

#### Grossesse
- Il pourrait exister une relation entre la prise de paracétamol pendant la grossesse et plus spécialement au cours du premier trimestre, et le risque pour les enfants de souffrir de problèmes respiratoires ou d'asthme avant l'âge de 7 ans[10].
- D'après une étude suédoise (2013), des niveaux élevés d'exposition au pollen au cours du dernier trimestre de grossesse augmentent de 35 % le risque d'asthme précoce chez l'enfant[11].

### Aspects hormonaux
Les hormones sexuelles joueraient un rôle dans la prévalence de l'asthme. En effet, la prévalence change radicalement à la puberté. Alors que l'asthme est plus répandu chez les garçons que chez les filles durant l'enfance, il devient plus fréquent et plus grave chez les femmes que chez les hommes après la puberté.
Elles joueraient également un rôle dans la sévérité de l’asthme : un indice de masse corporelle élevé est associé à la sévérité de l’asthme chez les femmes ayant eu des règles précoces (deux facteurs susceptibles d'avoir comme cause une perturbation hormonale). Il existe ainsi des associations statistiques entre des marqueurs d’allergie (éosinophiles, IgE, atopie) et des évènements hormono-dépendants (asthme prémenstruel, ménopause et contraceptifs oraux).
Un test effectué sur des souris a permis de montrer que les œstrogènes augmentaient l'inflammation des voies respiratoires tandis que les androgènes diminuaient cette inflammation.

### Causes génétiques
Ces dernières années des chercheurs ont démontré que les voies respiratoires des patients souffrant d'asthme chronique sont altérées de façon permanente par la maladie ou — possiblement — se développent différemment dans l'utérus. Stephen Holgate, un des chercheurs sur l'asthme en Grande-Bretagne, a publié dans le journal Nature les résultats d'une recherche de cinq ans mettant en cause le gène ADAM33. Ceci est le premier gène découvert pour l'asthme, et contrôlerait la façon dont le muscle se développe dans les voies respiratoires. Holgate pense également que les facteurs environnementaux pourraient influencer les choses bien plus tôt qu'on ne le pensait dans le développement de la maladie : ils pourraient influencer l'expression des gènes dans le développement du fœtus, contribuant ainsi à une modification génétique favorisant la maladie. Holgate et son équipe ont déjà démontré la modification du gène ADAM33 par la fumée de tabac dans des cultures de tissu pulmonaire de souris. En octobre 2005, ils ont aussi publié un compte-rendu démontrant que, lorsque les tissus des voies respiratoires des asthmatiques sont inflammés, ils produisent une molécule appelée TNF alpha, ou tumor necrosis factor alpha. Or le gène ADAM33, impliqué dans l'asthme, se comporte de façon très similaire au gène ADAM17 responsable de la production de TNF alpha. On trouve aussi cette molécule TNF alpha dans les tissus enflammés des patients souffrant d'autres maladies inflammatoires chroniques, comme la polyarthrite rhumatoïde ou la maladie de Crohn. Après six années de lutte auprès des industries pharmaceutiques pour réaliser ces essais, Holgate a réussi à les convaincre de réaliser une expérience qui va à l'encontre d'une tendance générale à prendre l'asthme pour une maladie allergénique. En octobre 2004, lui et son équipe ont injecté de l'etanercept à 15 volontaires, un récepteur soluble pour TNF alpha qui intercepte cette molécule et l'empêche de se lier avec les cellules des tissus et d'irriter les bronches. Les résultats sont pour l'instant très satisfaisants, avec des améliorations nettes et persistantes chez chacun des 15 volontaires. À cette date de novembre 2005, trois de ces patients n'ont utilisé aucun stéroïde depuis les 12 semaines d'injections hebdomadaires, un peu plus de douze mois auparavant.
D'autres gènes sont corrélés à la maladie asthmatique. Une mutation du gène codant la protéine YKL-40 (une chitinase) augmente ainsi sensiblement le risque de développer un asthme.

## Épidémiologie

La prévalence de l'asthme varie considérablement dans différentes régions du monde (données épidémiologiques de 2021), en raison de facteurs de risque génétiques, environnementaux et professionnels.

Selon l'OMS, en 2016, près de 334 millions de personnes souffrent d'asthme dans le monde. Ce nombre, en constante augmentation, est souvent sous-estimé à cause de mauvais diagnostics.

### En France
En France, les dernières enquêtes nationales montrent une prévalence cumulée de l’asthme de plus de 10 % chez l’enfant âgé d’au moins dix ans, cette prévalence diminuant avec l'âge pour atteindre 6 à 7 % chez l’adulte.
Une enquête nationale réalisée par la Caisse nationale d'assurance maladie (Cnam) pendant l'année 2007 sur tous les patients de 5 à 44 ans traités pour un asthme, retrouvait que 900 000 personnes bénéficiaient d'un traitement régulier, avec trois prescriptions ou plus de médicaments antiasthmatiques. Sur ces 900 000 patients, 27 %, la plupart, dans la tranche des 20-29 ans, avaient un asthme insuffisamment contrôlé, nécessitant au moins quatre fois par an de recourir à un médicament destiné uniquement à traiter la crise.
En France, il y a environ 15 000 hospitalisations par an pour une crise d'asthme, et 1 000 décès. Une cause allergique est retrouvée chez 70 à 80 % des adultes asthmatiques et chez 95 % des enfants atteints. Le coût de cette maladie est important pour la société car elle est responsable de 600 000 journées d'hospitalisation et de 7 millions de journées d'arrêt de travail par an.
Dans ce pays, la surveillance de l'évolution de l'incidence est effectuée par le réseau Sentinelles de l'INSERM.

### Expansion récente de l’asthme
On note une expansion rapide de la maladie depuis les années 1960 dans les pays développés,. Il est surtout présent dans les pays connaissant une forte industrialisation ou une industrialisation en développement rapide. Il est par exemple peu connu en Afrique subsaharienne. En 1999, des chercheurs de l'International Study of Asthma and Allergies in Childhood ont quantifié quelques données concernant l'asthme, en mesurant le pourcentage d'asthme et d'allergies parmi les 13-14 ans dans différents pays :
- Suède et Finlande : entre 10 % et 20 % ;
- Albanie, Roumanie, Russie, Géorgie et Ouzbékistan : <6 % ;
- Royaume-Uni : >30 %.

Des études récentes corrèlent l'augmentation de l'asthme avec le Bisphénol A,, interdit en France dans la fabrication des biberons depuis 2010.

#### Disparités des facteurs environnementaux
Peu de temps après la réunification allemande en 1989, une étude est menée conjointement à Munich (RFA) et à Leipzig (RDA) sur la prévalence de l'asthme de plusieurs milliers d'enfants d'âge préscolaire. Il s'agissait de montrer l'effet de la pollution environnementale sur la prévalence de maladies respiratoires d'origine allergique (asthme et rhinite allergique), en particulier l'effet du dioxyde de soufre (SO2). Les résultats obtenus sont les suivants :
| Ville   | Concentration en SO2 et en particules fines | Prévalence de l'asthme | Prévalence des bronchites |
| ------- | ------------------------------------------- | ---------------------- | ------------------------- |
| Leipzig | 300 µg/m3                                   | 7,3 %                  | 30,9 %                    |
| Munich  | < 80 µg/m3                                  | 9,3 %                  | 15,9 %                    |

Le résultat concernant la prévalence des bronchites était attendu, mais celui de l'asthme ne l'était pas. L'étude conclut, pour les troubles respiratoires à caractère allergique, que les déterminants sont surtout des « facteurs étiologiques associés au mode de vie occidental et aux conditions de vie ». Plus tard, cette observation sera confirmée sur d'autres comparaisons de populations de cohortes génétiques équivalentes mais aux modes de vie éloignés, entre la Pologne, l'Estonie et la Suède. Ces écarts se comblent après la réunification et l'égalisation progressive des modes de vie entre la RFA et la RDA.

## Facteurs favorisant, déclenchant ou aggravant une crise
L'asthme est sensible à plusieurs facteurs :
- contact avec un allergène : acariens, pollens, animaux, etc. ;
- soleil et chaleur : l'éclosion et la dissémination de pollens allergisants ont un rôle asthmogène ;
- exercice physique intense ;
- inhalation de substances polluantes telles que des fumées, gaz d'échappement, bombes aérosols ou peintures ;
- virose : un simple rhume peut provoquer au bout de quelques jours d'évolution l'apparition d'une crise d'asthme ;
- prise de certains médicaments : aspirine ou anti-inflammatoires non stéroïdiens, médicaments contre l'hypertension, certains collyres, etc. ;
- ingestion d'un aliment menant à une allergie alimentaire ;
- le reflux gastro-oesophagien aggrave un asthme et peut être un facteur déclenchant de crises. Le RGO semble être aussi capable de déclencher un asthme à apparition à l'âge l'adulte chez quelques patients. Il serait aussi une complication de l'asthme chez d'autres. Quoi qu'il en soit, il y a une forte association entre les deux ;
- changements hormonaux : la grossesse[26], la période des règles ;
- le stress psychologique peut aggraver les symptômes — on pense que le stress altère le système immunitaire et augmente ainsi la réponse inflammatoire des voies respiratoires aux allergènes et aux irritants[27] ;
- les émotions fortes (colère, contrariétés…), notamment à cause de l'hyperventilation.

## Manifestations cliniques

Crise d'asthme

Les bronches ont notamment pour rôle de protéger les poumons des agents étrangers ou des agressions extérieures, notamment par la restriction du diamètre bronchique. L'asthme se manifeste par une réaction disproportionnée des bronches par rapport au milieu. Ainsi, les bronches d'un asthmatique sont inflammatoires et voient leur diamètre réduit. Le mucus produit en réaction à l'inflammation et la bronchoconstriction viennent réduire encore le diamètre des bronches, rendant l'expiration difficile ; on parle d'obstruction bronchique expiratoire.
Dans tous les types d'asthme, on retrouve les symptômes suivants :
- les signes prodromiques d'une crise peuvent être discrets de type picotements dans la gorge, nez qui coule, éternuements, induits par les secrétions inflammatoires au début de la crise ;
- une difficulté respiratoire ou dyspnée ;
- de l'oppression respiratoire (sensation de lourdeur sur la poitrine) ;
- une tachypnée ou inversement une bradypnée, c'est-à-dire une augmentation ou une diminution de la fréquence respiratoire ;
- un sifflement à l'expiration (on parle de respiration sibilante) ;
- une diminution de la saturation de l'hémoglobine en oxygène, principalement dans les crises sévères ;
- une tachycardie ;
- un tirage en cas de crise sévère ;
- une toux sèche qui peut être chronique ou prédominer la nuit et tôt le matin; en fin de crise il peut y avoir des expectorations abondantes visqueuses et collantes, blanches grisâtres ou translucides, spumeuses et perlées (dans lesquelles on voit des grains opalescents « tapioca cuit » formés dans les petites bronches). On parle du crachat perlé de Laennec ;
- des crises qui peuvent apparaître après une activité physique (on parle alors d'asthme d'effort ou plus correctement de bronchoconstrction induite par l'effort).

Seules l'intensité, la durée et les causes de ces symptômes varient d'un type à l'autre.
Plusieurs crises d'asthme répétées sur une courte période de temps définissent une exacerbation d'asthme (autrefois dénommée attaque d'asthme).

### Asthme allergique
En général caractérisé par la survenue d'une ou de plusieurs crises causées par une réaction excessive des bronches du malade à un agent extérieur (le plus souvent allergisant).
La crise d'asthme allergique se manifeste par une obstruction soudaine et de progression rapide des voies bronchiques, le malade en crise s'étouffant par suffocation (l'impossibilité d'expirer correctement empêchant une nouvelle inspiration) et manque d'oxygène dans le sang (l'impossibilité d'expirer empêchant l'apport d'oxygène dû à l'inspiration, et saturant l'organisme en dioxyde de carbone).
Cette forme d'asthme peut évoluer en asthme chronique, notamment si l'exposition à l'allergène est constante et de longue durée.
Les facteurs déclenchants de cette forme commune d'asthme sont en général les allergènes inhalés comme les acariens, les poils d'animaux, les spores de moisissures et les pollens. L'asthmatique allergique, sans doute sensible à une combinaison de plusieurs de ces allergènes, présente également une rhinite allergique (rhume des foins) et/ou une conjonctivite allergique.
La crise d'asthme est toujours une urgence médicale engageant le pronostic vital et nécessite une prise en charge spécifique.
L'asthme donne des palpitations.

## Troubles associés
Un certain nombre d'autres affections surviennent plus fréquemment chez les asthmatiques, notamment le reflux gastro-œsophagien (RGO), la rhinosinusite, l'apnée obstructive du sommeil, l'eczéma atopique, la rhinite allergique, la polypose nasosinusienne et l'intolérance à l'aspirine. L'association de ces deux dernières avec l'asthme définit le « syndrome de Widal ».
Les troubles psychologiques sont également plus fréquents, avec des troubles anxieux survenant chez 16 à 52 % des patients et des troubles de l'humeur chez 14 à 41 %. On ne sait pas si l'asthme cause des problèmes psychologiques ou si les troubles psychologiques conduisent à l'asthme.
Ceux qui souffrent de l'asthme, surtout s'il est mal contrôlé, courent un risque accru de réactions d'hypersensibilité aux produits de contraste.
Les caries surviennent plus souvent chez les asthmatiques. Cela serait dû à la diminution de la sécrétion salivaire par les agonistes bêta 2 adrénergiques. Ces médicaments peuvent également augmenter le risque d'érosion acide des dents.

## Classification selon la sévérité
Les asthmes par crise sont également classés de la façon suivante :
L’asthme intermittent qui est défini arbitrairement par la survenue, au maximum, de deux crises brèves par semaine, et/ou deux épisodes nocturnes par mois, et un DEP (débit expiratoire de pointe ou Peak Flow) supérieur à 80 %.
L’asthme persistant qui est défini lorsqu'il existe plus de deux épisodes par semaine, et/ou plus de deux épisodes nocturnes par mois, avec retentissement sur les activités courantes. Il peut être léger, modéré ou sévère.
L’asthme aigu grave ou état de mal asthmatique qui met en jeu le pronostic vital. Il s'agit de la forme d'asthme la plus grave à court terme, le degré de réaction bronchique pouvant être particulièrement important et parfois mortel. Il nécessite une prise en charge urgente en milieu hospitalier (par exemple, en France environ 2 000 personnes par an meurent d'asthme, soit 3,2 cas pour 100 000 habitants). Cliniquement, il existe au moins un des signes suivants :
- sensation de crise inhabituelle ;
- difficulté à parler (parole coupée par la respiration) ;
- cyanose ;
- augmentation du rythme cardiaque (tachycardie FC > 120 par minute) ;
- troubles de la conscience (confusion, coma) ;
- « silence auscultatoire » (absence de murmure vésiculaire à l'auscultation) ;
- une diminution du DEP (débit expiratoire de pointe ou Peak Flow) réduite de moitié par rapport au meilleur score du patient, ou de sa valeur théorique ; le DEP est le seul moyen objectif d'évaluation de l'intensité de la crise d'asthme ;
- une résistance au traitement de la crise (bronchodilatateur d'action rapide) ;
- une fréquence respiratoire supérieure à 25 par minute chez l'adulte, 30 par minute chez l'enfant de plus de 5 ans, 50 par minute chez les enfants de 2 à 5 ans ; voire une respiration faible avec pauses respiratoires ;
- une hypotension artérielle.

Il convient d'en dissocier l’asthme du nourrisson, qui se définit par l'apparition d'au moins trois épisodes de sibilance avant l'âge de trois ans. Un asthme du nourrisson disparaît le plus souvent avant l'âge de cinq ans.

## Diagnostic
Quatre principales méthodes sont utilisées pour diagnostiquer l'asthme :
- exploration fonctionnelle respiratoire ou EFR ;
- test de réactivité à un bronchodilatateur (débit expiratoire pré- et post-salbutamol) ;
- épreuve de provocation bronchique ;
- mesure du NO expiré (aide au diagnostic mais surtout évaluation de l'efficacité du traitement).

Chez les jeunes enfants de moins de cinq ans, l'exploration fonctionnelle respiratoire n'est pas possible ; le diagnostic repose donc exclusivement sur la clinique et l'évolution des symptômes :
« 
- toux récidivante ou persistante non productive pouvant s’aggraver la nuit, à l’exercice, au rire, aux cris, à l’exposition à la fumée de tabac, accompagnée le plus souvent de wheezing (respiration sifflante audible à distance) ;
- respiration difficile et courte, fatigue rapide pendant la marche ;
- activité différente de celles des autres enfants (l’enfant asthmatique ne joue pas et ne court pas avec la même intensité que les autres) ;
- présence d’antécédents familiaux allergiques (dermatite atopique, rhinite allergique, asthme) dans la famille nucléaire (parents, frères et sœurs) ;
- positivité du test thérapeutique associant au moins pendant 2 mois une dose faible de corticoïdes inhalés (CI) et de bêta2-agonistes de courte durée d’action (B2CA) qui entraîne une amélioration significative pouvant durer pendant 2-3 mois.

[…]
→ Attention, l’existence de symptômes particuliers doit faire rechercher d’autres diagnostics que celui d’asthme (mucoviscidose, corps étrangers bronchiques, séquelles de viroses respiratoire, bronchodysplasie, etc.)
 »
— L'asthme chez les moins de cinq ans

## Traitements

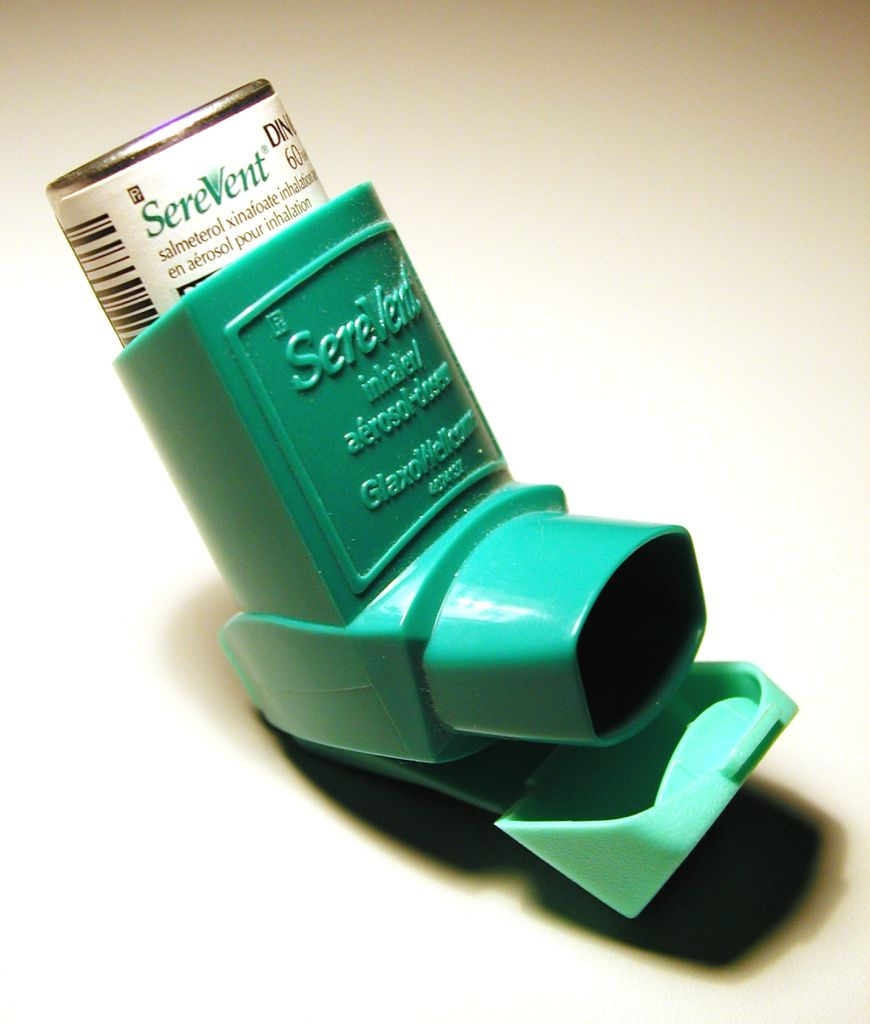
Inhalateur pour l'asthme

Le salbutamol en inhalateur (ex. : Ventoline) est le médicament le plus utilisé pour traiter de l'asthme en France, où plus de 65 % des personnes atteintes de l'asthme utilisent ce bronchodilatateur. Pour traiter l'asthme chronique, l'ajout de corticostéroïde est nécessaire afin de contrer l'inflammation des bronches.
L'échec de ces traitement de fond de première intention peut conduire à recourir aux biothérapies pour contrôler les asthmes sévères (anticorps monoclonal, anti-TNF…).

### Pharmacologique

#### Traitement de fond
Le traitement par bêta-2 mimétiques à longue durée d’action peut être utilisé dans le traitement chronique de l’asthme. Ces médicaments sont pris tous les jours et toujours associés aux médicaments anti-inflammatoires, les corticostéroïdes inhalés (par exemple, Flixotide qui est du propionate de fluticasone).
Depuis quelques années sont apparus les antagonistes des récepteurs des leucotriènes (par exemple, montélukast, zafirlukast), permettant un traitement de fond de l’asthme.

#### Traitement de la crise
Le traitement de première intention est un bêta-2 mimétique de courte durée d'action (par exemple, la Ventoline qui est du salbutamol). Ce bronchodilatateur permet de soulager au quotidien le malade et aurait un impact sur la balance bénéfices / risques du traitement. Si la consommation de bêta-2 mimétique dépasse un aérosol doseur par an (soit 2 utilisations par semaine), il convient d’entamer un traitement de fond.

#### Recommandation particulière concernant les allergies
Il est recommandé de surveiller les allergies et éventuellement les traiter par antihistaminique. Les personnes souffrant d'asthme d'origine allergique doivent éviter le contact avec les allergènes les plus fréquents : poils de chat, poussières, pollens, etc.

#### Impact sur la balance bénéfices/risques des bronchodilatateurs bêta-2 mimétiques
Les effets secondaires à la prise par voie inhalée sont rares. Il peut s’agir de tremblements avec sensation d’excitation, de crampes musculaires ou de palpitations du cœur lorsque de grandes quantités de médicament sont inhalées. À fortes doses, ils peuvent entraîner des complications cardiaques avec des troubles du rythme chez des personnes âgées ou ayant une maladie cardiovasculaire. La balance bénéfices / risques des traitements est donc favorable.

### Crénothérapie (cures thermales)
Sur prescription d’un médecin, le patient souffrant d'asthme peut bénéficier d'une cure thermale. Certaines stations françaises grâce aux propriétés curatives spécifiques à leur eau thermale, à leurs techniques de soins, et à leur environnement permettent de traiter les maladies asthmatiques telles que l'asthme lui-même ou la bronchopneumopathie chronique obstructive. Les patients asthmatiques représentent 8% de la totalité de la patientèle curiste.
Les principes actifs naturels de l’eau thermale, au contact des muqueuses respiratoires, améliorent ou restaurent la qualité des tissus, protègent l’organisme contre les agressions et renforcent le traitement de fond. Les douches et les bains apportent des effets analgésiques, relaxants, circulatoires et ventilatoires. Les argiles médicinales augmentent la température des muscles et en améliorent la performance musculaire, notamment diaphragmatique.
Même si les effets thérapeutiques d'une cure thermale pour l'asthme sont moins documentés que pour les maladies rhumatismales, la cure réduit les symptômes des crises, et permet au patient d’apprendre à maîtriser leur apparition,.

### Crise d'asthme

#### «Courante»
La mesure thérapeutique dans la vie de tous les jours est l'administration d'un bronchodilatateur, le salbutamol ou la terbutaline, provoquant une « détente » des muscles bronchiques et la réouverture des bronches (bronchodilatation).
L'administration se fait essentiellement par inhalation : aérosols doseurs ou poudres. La technique d'utilisation des aérosols doseurs doit impérativement être connue par le patient pour une efficacité maximale.
L'utilisation de dispositifs spécifiques, « chambres d'inhalation », facilite grandement l'utilisation des aérosols doseurs, en particulier chez l'enfant mais également chez l'adulte. Toute crise qui ne cesse pas rapidement face à la médication doit être traitée comme une urgence médicale.

#### Aigüe grave
L’asthme aigu grave (AAG) est une urgence vitale. Du point de vue du malade, toute crise inhabituelle doit être considérée comme un possible AAG. Une crise est considérée comme grave si l'inhalation d'un bronchodilatateur n'a pas l'effet escompté et ne dilate pas les bronches. On note alors des difficultés à inspirer et à expirer alors qu'une simple crise d'asthme est caractérisée par la diminution du débit expiratoire (VEMS).
Un transfert médicalisé et une hospitalisation en urgence sont indispensables. Le traitement de première intention repose sur une oxygénothérapie, associée à la prise de bêta 2-stimulant d'action brève inhalé, à posologie élevée, et l'administration de corticoïde par voie orale ou intraveineuse. En effet, le principal risque est ici une asphyxie.
Par ailleurs, comme dans plusieurs cas de ventilation difficile, l'hypercapnie permissive est une approche préconisée par plusieurs auteurs.

### Éducation thérapeutique du patient
L’asthme étant une maladie chronique, un accompagnement personnalisé à long terme est nécessaire afin de mieux gérer sa maladie. Une éducation thérapeutique du patient peut permettre l’amélioration de la qualité de sa prise en charge. L’éducation thérapeutique est une démarche qui comprend des activités éducatives d’information et d’apprentissage proposées et dispensées par des professionnels de santé : médecins généralistes et spécialistes, infirmières, kinésithérapeutes ou pharmaciens. Ces activités permettent d’acquérir les compétences utiles pour mieux comprendre et gérer l’asthme au quotidien et savoir comment réagir face à des situations difficiles,,.
Celle-ci est basée sur différents domaines de compétences que le patient doit acquérir :
- connaissance de la maladie ;
- capacité à déceler une variation de l’état respiratoire ;
- connaissance des différents traitements (de fond et de la crise d’asthme) ;
- maîtrise de la technique d’inhalation ;
- connaissance de l’attitude à adopter en cas de crise ;
- connaissance de l’importance d’avoir une bonne observance aux traitements.

Breathing Games est un Communs de santé canadien en libre accès (édition scientifique) qui distribue des jeux et du matériel diffusés sous licence open source et copyleft, pour promouvoir la santé respiratoire et prévenir l'asthme, la mucoviscidose / fibrose kystique et d'autres maladies respiratoires chroniques,.

### Conseils thérapeutiques pour le patient
Adaptée dans l'asthme par crise, elle repose sur les mesures suivantes avant de prévenir la survenue mais aussi l'intensité des crises :
- réentraînement à l'effort (activités physiques adaptées) pour repousser le seuil d'intensité d'exercice provoquant l'apparition du bronchospasme post-exercice ; minimiser l'adaptation ventilatoire nécessaire pour une intensité donnée (moindre essoufflement à l'exercice) ; lutter contre le déconditionnement d'une population qui minimise ses activités physiques par peur de la crise ;
- agir sur la cause de l'asthme s'il est d'origine allergique, soit en réalisant l'éviction (= séparation) de l'allergène, soit en tentant une désensibilisation à l'allergène en cause. Les résultats sont bons avec les acariens, les pollens — moins bons avec les animaux ;
- afin de pouvoir prévenir les crises, les asthmatiques peuvent utiliser un appareil (débitmètre de pointe) qui permet de mesurer leur débit expiratoire de pointe, témoin de l'obstruction des bronches et ainsi adapter leur traitement au résultat obtenu (prise de bronchodilatateur d'action rapide par exemple ou modification du traitement de fond en collaboration avec le médecin). Il est par conséquent très important de développer une éducation thérapeutique du patient.

#### Alimentation
D'après plusieurs essais cliniques, une augmentation de la consommation de fruits, de légumes et de céréales permet d'arrêter la progression de l'asthme,.
Les compléments d'antioxydants (vitamine A, C, E), de vitamine B8 ou d'acides gras polyinsaturés (oméga 3 et 6) n'ont en revanche aucun effet prouvé.

### Traitements alternatifs
Les thérapies alternatives sont particulièrement utilisées dans le domaine de l'asthme : selon plusieurs études, environ 50 % des patients utilisent une forme de thérapie non conventionnelle,. Toutefois, la plupart de ces traitements alternatifs n'ont pas démontré leur efficacité.
Par exemple, les données ne permettent pas de recommander l'utilisation de compléments en vitamine C dans le traitement de l'asthme. Plusieurs sources, dont les National Institutes of Health (NIH), déconseillent l'usage de l'acupuncture, qui ne semble pas apporter de bénéfices thérapeutiques, ; il en va de même pour l'homéopathie. Les purificateurs d'air par ionisation n'améliorent pas non plus les symptômes asthmatiques. Enfin, les techniques de manipulation, telles que l'ostéopathie, la chiropraxie, ou la méthode de manipulation thoracique dite méthode Gesret, sont également déconseillées puisqu'elles ne procurent aucun bénéfice objectif,.

### Vaccin
Un projet de vaccin contre l'asthme allergique donne des résultats encourageants sur l’animal (notamment chez la souris). L'asthme allergique se caractérise par une hyperréactivité des voies respiratoires, une surproduction de mucus et une éosinophilie causée par une cascade inflammatoire impliquant des cytokines de type 2 (notamment les interleukines IL-4 et IL-13) et des immunoglobulines E (IgE) en réponse à une exposition allergénique. Les laboratoires de l'Inserm Infinity (Toulouse) et Immunité Humorale (Institut Pasteur, Paris) associés à l’entreprise française Neovacs, ont mis au point un vaccin conjugué, nommé Kinoïde, qui induit une production durable d’anticorps ciblant l’IL-4 et l’IL-13. Les essais précliniques sur modèle murin montrent une forte diminution des symptômes (dans un modèle d'allergie aux acariens) et une efficacité plus durable que les actuels traitements par anticorps monoclonaux thérapeutiques,.

## Diagnostic différentiel
Voir l'équivalent asthme, pathologie associée s'exprimant par une hyperréactivité bronchique, provoquant toux spasmodiques et nocturnes, sans provoquer de diminution cliniquement décelable du volume d'air expiré.

## Évaluation de la gravité d'une crise d'asthme
Une crise d'asthme aigüe se caractérise par une exacerbation aigüe de la dyspnée, de la toux et du sifflement respiratoire, et s'accompagne d'une détérioration (passagère) de la fonction pulmonaire. L'évaluation de la gravité d'une crise d'asthme peut se faire par l'évaluation de la fonction pulmonaire (débit expiratoire de pointe ou DEP, volume expiratoire maximal par seconde ou VEMS). L'évaluation clinique de la gravité de la crise est encore plus importante que l'évaluation de la fonction pulmonaire, entre autres parce que les résultats des mesures de la fonction pulmonaire pendant une crise d'asthme aigüe ne sont pas toujours fiables. En fonction de la gravité de la crise, il convient de décider si le patient peut être traité en première intention à domicile (avec hospitalisation en l'absence d'amélioration) ou s'il doit être hospitalisé immédiatement.
Les critères sur base desquels une crise d'asthme grave doit être suspectée et une hospitalisation immédiate envisagée sont les suivants :
- dyspnée au repos ne permettant pas de prononcer une phrase d'un seul trait ;
- fréquence cardiaque > 110 par minute chez l'adulte, > 120 par minute chez l'enfant de plus de 5 ans, > 130 par minute chez l'enfant de 2 à 5 ans. (Attention : en cas d'asthme mettant la vie en danger, une bradycardie peut survenir !) ;
- fréquence respiratoire supérieure à :
  - 25 par minute chez l'adulte,
  - 30 par minute chez l'enfant de plus de 5 ans,
  - 50 par minute chez l'enfant de 2 à 5 ans ;
- utilisation des muscles respiratoires accessoires ;
- DEP < 50 % de la valeur prédictive ou de la meilleure valeur personnelle ;
- saturation en oxygène < 92 %.

En cas d'asthme mettant la vie en danger, une insuffisance respiratoire peut survenir avec diminution de la fréquence respiratoire.
Les signaux d'alarme suivants indiquent un épuisement et la nécessité d'une admission immédiate dans un service d'urgence :
- apparition de sédation ou de confusion ;
- diminution de la fréquence du pouls ;
- diminution de la fréquence respiratoire ;
- diminution ou absence de murmure vésiculaire inspiratoire ;
- cyanose ;
- disparition du sifflement.

Chez les patients suivants, qui ont un risque élevé de décès lié à l'asthme, une attention particulière s'impose, et une hospitalisation plus rapide est de rigueur :
- les patients avec des antécédents d'asthme presque fatal ;
- les patients ayant été hospitalisés dans l'année précédente pour cause d'asthme ;
- les patients qui prennent des corticostéroides par voie orale ou qui les ont arrêtés récemment ;
- les patients qui utilisent fréquemment des bêta-2-mimétiques à courte durée d'action en inhalation ;
- les patients qui ne suivent pas correctement leur traitement anti-asthmatique chronique ;
- les patients qui ont des antécédents psychiatriques ou des problèmes psychosociaux (y compris l'emploi de sédatifs).

## Asthme et grippe
La plupart des asthmatiques, comme d’autres personnes fragilisées, peuvent être victimes de complications exacerbées et graves en cas de grippe. Le vaccin anti-grippe saisonnière leur est recommandé (à partir de 6 mois, pris en charge à 100 % pour les asthmatiques) en France par le Conseil supérieur d'hygiène publique de France, et par des organismes équivalents dans la plupart des autres pays industrialisés d'Europe et d'Amérique du Nord. Chez l'asthmatique, la vaccination diminue le risque d’hospitalisation et de besoin accru de médicaments.
Cependant, sur les trois millions de Français victimes d'asthme (surtout des enfants et adolescents), seuls 32 % se sont fait vacciner durant l’hiver 2006-2007, et moins d’un quart des moins de 65 ans ont été vaccinés (et 14 % seulement des moins de 15 ans), contre 77 % chez ceux de 65 ans et plus. L'allergie à l'œuf (rare et détectable par test cutané) est la seule contre-indication, si le sujet est indemne d'infection évolutive, de fièvre et/ou d'instabilité de l'asthme. Les asthmatiques vaccinés n’ont pas d’effet secondaire significatif ou particulier dans les quinze jours qui suivent (aucune modification de débit respiratoire, ni besoin accru de bronchodilateurs, ni augmentation des consultations médicales ou de consommation de corticoïdes).

## Recherche de nouveaux médicaments
Pour aider certains patients dont l'organisme répond mal aux traitements actuels ou qui souffrent d'effets secondaires la recherche de médicaments se poursuit
Une piste explorée est un inhibiteur sélectif de la protéine Gq dit « Gq inhibitor FR900359 » qui a donné de bons résultats en laboratoire chez la souris, le porc et chez l'homme ex vivo, sans effets aigus sur la pression sanguine ni sur le rythme cardiaque ; il peut être délivré par inhalation et pourrait aussi aider à traiter d'autres maladies obstructives des voies respiratoires. Il doit encore être testé chez l'Homme.
Le Tezepelumab, un traitement destiné aux patients atteint d'asthme sévère, et pour qui les traitements actuels ne sont pas suffisamment efficaces, devrait arriver sur le marché en 2023, après plusieurs années de recherche.
Contrairement aux autres traitements, celui-ci cible la molécule TSLP (lymphopoïétine stromale thymique) produite par les cellules épithéliales qui recouvrent la surface des bronches. Lorsque cette molécule est attaquée par un allergène ou un virus, une cascade d'inflammations est déclenchée. Le Tezepelumab permet d'éviter la réaction inflammatoire en se fixant à la TSLP, empêchant ainsi les allergènes et les virus de s’y fixer.